# Fleury Lécluse
Pour les articles homonymes, voir Lécluse.
Fleury Lécluse est un philologue, né à Paris en 1774, mort à Auteuil en 1845. 
Ce remarquable érudit, qui connaissait une vingtaine de langues vivantes, professa les belles-lettres à La Flèche, puis la littérature grecque et l’hébreu à la Faculté de Toulouse. 

## Œuvres
Ses principaux ouvrages sont : 
- Manuel de la langue grecque (Paris, 1801) ;
- Télémaque polyglotte (1818, in-8°), essai de traduction en douze langues[1] ;
- Chrestomathie hébraïque (1814, in-8°) ;
- Lexique français, grec et latin (1822), souvent réédité ;
- Manuel de la langue basque (1820) ;
- Dissertation sur la prononciation grecque (Toulouse, 1829)[2] ;
- Résumé de l’histoire de la littérature grecque et de la littérature latine (1837, 2 vol. in-18), etc.

## Source
« Fleury Lécluse », dans Pierre Larousse, Grand dictionnaire universel du XIXe siècle, Paris, Administration du grand dictionnaire universel, 15 vol., 1863-1890 [détail des éditions].